# Římskokatolická farnost Okna
Římskokatolická farnost Okna (něm. Woken) je církevní správní jednotka sdružující římské katolíky na území obce Okna a v jejím okolí. Organizačně spadá do českolipského vikariátu, který je jedním z 10 vikariátů litoměřické diecéze. Centrem farnosti je kostel Nanebevzetí Panny Marie v obci Okna.

## Historie farnosti
První písemná zmínka o farnosti v Oknech u Doks pochází z roku 1352, kdy farnost odváděla 24 grošů papežského desátku, a první kněz je zde zmíněn v roce 1371. Za husitských válek farnost zanikla. V letech 1624–1682 byla obec filiálkou farnosti Bělá pod Bezdězem. V roce 1788 zde byla zřízena lokální duchovní správa, povýšená litoměřickým biskupem Emanuelem Schöbelem v roce 1891 na samostatnou farnost. Ve 20. století začali farnost administrovat kněží z Doks, později z Jestřebí, a od roku 2001 z Bělé pod Bezdězem.

### Farní kostel
Původní farní kostel v Oknech byl gotický a pocházel ze 14. století. V letech 1756–1758 byl farní kostel Nanebevzetí Panny Marie přebudován do barokní podoby, ve které se nachází i ve 21. století.

### Duchovní správcové vedoucí farnost
Začátek působnosti jmenovaného v duchovní správě farnosti od:
- do r. 1374   Joannes, † 1374
- 1374   Sidonius ze Chcebuze
- 1397   Wenceslaus
- 1398   Georgius ?
- 1407   Joannes, † 1424
- 1424   Gregorius, † 1435
- 1435   Benedictus (Beneš)
- 1788   cap. loc. Andr. Voigt  OP, † 28. 9. 1806
- 1795   cap. loc. Nicol. Weidhaas OP
- 1821   cap. loc. Franc. Helbich, n. 25. 4. 1787 Siertschens., o. 6. 11. 1809, † 27. 8. 1830
- 1831   cap. loc. vacat
- 1832   cap. loc. Anton. Ritschel, n. 26. 11. 1786 Hohenelbe (Vrchlabí), o. 24. 4. 1813, † 14. 11. 1849
- 1838   cap. loc. vacat
- 1839   cap. loc. Anton. Cžerny, n. 20. 8. 1800 Bakov, o. 4. 9. 1827, † 19. 8. 1875
- 1867   cap. loc. vacat, admin. int. Jos. Weber
- 1868   cap. loc. Anton. Píč, n. 9. 4. 1823 Kleinweisl., o. 25. 7. 1849, † 25. 8. 1888
- 1877   cap. loc. Car. Strohwasser, n. 11. 2. 1841 Hagensdorf, o. 30. 6. 1864, † 18. 9. 1928
- 1883   cap. loc. Josef Kvíčala, n. 11. 11. 1840 Hradiště, o. 15. 7. 1868, † 30. 1. 1887
- 1888   cap. loc. Joann Linhart, n. 16. 5. 1854 Bohuslav, o. 20. 7. 1878, † 21. 4. 1908
- 1890   cap. loc. vacat, admin. int. Anton. Altmann
- 1891   cap. loc. Anton. Altmann, n. 15. 6. 1858 Borovice, o. 11. 5. 1884, † 7. 1. 1902
- 1892   Franc. Řezníček, n. 14. 2. 1855 Velko Svatoňovic., o. 24. 8. 1882, † 26. 4. 1928
- 1903   Joann. Košek, n. 2. 7. 1868 Stakory, o. 17. 7. 1892,  † 10. 4. 1932
- 1909   par. vacat, admin. excurr. Franc. Dlouhý
- 1910   Gust. Blaschko, n. 5. 1. 1875 Neugebäu, o. 28. 9. 1902, † 29. 12. 1950
- 1. 12. 1941 Josef Wagner, n. 15. 11. 1885 Nieder Rochlitz, o. 11. 7. 1909, † 1. 8. 1957
- 1. 9.  1946  Mich. Raab
- 22. 7. 1946  Mathias Urbánek
- 1. 7. 1948   Miroslav Brabec
- 1. 3.  1951  Vojtěch Kodera
- 15. 3. 1954  František Procházka
- 1. 6.  1959  Václav Marvan
- 1. 9.  1984  Leopold Dvořáček
- 4. 11. 1989 Václav Tschulik
- 15. 8. 1991  Petr Kubíček
- 1. 5.  1993  Jozef Piroh
- Leopold Dvořáček ?
- 1. 11. 1995  Jaroslav Macoun
- 15. 1. 2001  Jan Nepomuk Jiřiště, admin. exc. z Bělé pod Bezdězem
- 10. 12. 2013 Stanislav Přibyl, CSsR admin. exc. z Litoměřic
- 1. 2. 2014  Kamil Škoda, admin. exc. z Bělé pod Bezdězem
  - 1. 7. 2015 Luděk Téra, trvalá jáhenská služba[1]

Kromě kněží stojících v čele farnosti, působili ve farnosti v průběhu její historie i jiní kněží. Většinou pracovali jako farní vikáři, kaplani, katecheté, výpomocní duchovní aj.

## Území farnosti
Do farnosti náleží území těchto obcí:
- Luka
- Obora
- Okna

## Římskokatolické sakrální stavby na území farnosti
| Fotografie | Stavba                         | Místo             | Bohoslužby                      | Zeměpisné souřadnice             | Status       | Číslo kulturní památky           |        |
| Kostel | Kostel                         | Kostel            | Kostel                          | Kostel                           | Kostel       | Kostel                           | Kostel |
| --- | ------------------------------ | ----------------- | ------------------------------- | -------------------------------- | ------------ | -------------------------------- | ------ |
| | Kostel Nanebevzetí Panny Marie | Okna v Podbezdězí | bližší informace o bohoslužbách | 50°31′42″ s. š., 14°40′17″ v. d. | farní kostel | 26601/5-3188 (Pk•MIS•Sez•Obr•WD) |        |
| Některé drobné sakrální stavby a pamětihodnosti lze dohledat zde v databázi Drobné sakrální památky Zaniklé sakrální stavby lze dohledat zde v databázi Poškozené a zničené kostely, kaple a synagogy v České republice |                                |                   |                                 |                                  |              |                                  |        |

Ve farnosti se mohou nacházet i další drobné sakrální stavby, místa římskokatolického kultu a pamětihodnosti, které neobsahuje tato tabulka.

## Příslušnost k farnímu obvodu
Z důvodu efektivity duchovní správy byl vytvořen farní obvod (kolatura) farnosti Bělá pod Bezdězem ve vikariátu mladoboleslavském, jehož součástí je i farnost Okna, která je tak spravována excurrendo. Přehled těchto kolatur je v tabulce farních obvodů českolipského vikariátu.